# Кастелль
Кастелль (нем. Castell) — община в Германии, в земле Бавария, в прошлом — родовое владение графского рода Кастелль.
Подчиняется административному округу Нижняя Франкония. Входит в состав района Китцинген.  Население составляет чуть больше 800 человек. Занимает площадь 22,93 км². Коммуна подразделяется на 3 сельских округа.

## Население
По оценке на 31 декабря 2015 года население общины Кастелль составляет 819 чел. 

| Дата      | 1840 | 1871 | 1900 | 1925 | 1939 | 1950 | 1961 | 1970 | 1987 | 2011 |
| --------- | ---- | ---- | ---- | ---- | ---- | ---- | ---- | ---- | ---- | ---- |
| Население | 1105 | 1095 | 1015 | 906  | 810  | 1190 | 973  | 829  | 796  | 814  |

| Год       | 1960 | 1970 | 1980 | 1990 | 2000 | 2009 | 2010 | 2011 | 2012 | 2013 | 2014 | 2015 |
| --------- | ---- | ---- | ---- | ---- | ---- | ---- | ---- | ---- | ---- | ---- | ---- | ---- |
| Население | 929  | 833  | 869  | 823  | 819  | 809  | 828  | 821  | 822  | 827  | 817  | 819  |